# چنگ مینگ
چنگ مینگ (انگلیسی: Cheng Ming؛ زادهٔ ۱۱ فوریهٔ ۱۹۸۶) کماندار اهل چین است.